# Kuzmîn, Horodok
Kuzmîn (în ucraineană Кузьмин) este localitatea de reședință a comunei Kuzmîn din raionul Horodok, regiunea Hmelnîțkîi, Ucraina.

## Demografie
Componența lingvistică a localității Kuzmîn
     Ucraineană (99,31%)
     Alte limbi (0,69%)
Conform recensământului din 2001, majoritatea populației localității Kuzmîn era vorbitoare de ucraineană (99,31%), existând în minoritate și vorbitori de alte limbi.